# Марідж-Магаллє
Марідж-Магаллє (перс. مريج محله) — село в Ірані, у дегестані Дабуй-є Джонубі, у бахші Дабудашт, шагрестані Амоль остану Мазендеран. За даними перепису 2006 року, його населення становило 2134 особи, що проживали у складі 553 сімей.

## Клімат
Середня річна температура становить 17,12 °C, середня максимальна – 30,66 °C, а середня мінімальна – 4,03 °C. Середня річна кількість опадів – 901 мм.
| Клімат поселення                              | Клімат поселення | Клімат поселення | Клімат поселення | Клімат поселення | Клімат поселення | Клімат поселення | Клімат поселення | Клімат поселення | Клімат поселення | Клімат поселення | Клімат поселення | Клімат поселення | Клімат поселення |
| Показник                                      | Січ.             | Лют.             | Бер.             | Квіт.            | Трав.            | Черв.            | Лип.             | Серп.            | Вер.             | Жовт.            | Лист.            | Груд.            |                  |
| Середній максимум, °C                         | 11,63            | 11,87            | 14,67            | 20,21            | 23,97            | 27,63            | 30,40            | 30,66            | 27,78            | 23,00            | 17,92            | 13,80            |                  |
| Середня температура, °C                       | 7,82             | 8,08             | 10,86            | 16,41            | 20,17            | 23,84            | 26,18            | 26,43            | 23,57            | 18,77            | 13,72            | 9,58             |                  |
| Середній мінімум, °C                          | 4,03             | 4,28             | 7,06             | 12,62            | 16,36            | 20,02            | 21,94            | 22,21            | 19,35            | 14,55            | 9,51             | 5,37             |                  |
| Норма опадів, мм                              | 96               | 73               | 62               | 29               | 24               | 23               | 24               | 55               | 98               | 157              | 137              | 123              |                  |
| Середньомісячна швидкість вітру, м/с          | 2.22             | 2.49             | 2.50             | 2.33             | 2.55             | 2.80             | 2.76             | 2.25             | 2.12             | 1.90             | 2.00             | 2.15             |                  |
| Середньомісячна сонячна радіація, кДж/м²·день | 8135             | 10205            | 12314            | 15603            | 20056            | 21920            | 21731            | 18870            | 15351            | 11910            | 9392             | 7653             |                  |
| --------------------------------------------- | ---------------- | ---------------- | ---------------- | ---------------- | ---------------- | ---------------- | ---------------- | ---------------- | ---------------- | ---------------- | ---------------- | ---------------- | ---------------- |
| Джерело:                                      |                  |                  |                  |                  |                  |                  |                  |                  |                  |                  |                  |                  |                  |